# Kranzberg
Kranzberg là một đô thị thuộc huyện Freising trong bang Bayern nước Đức. Đô thị Kranzberg có diện tích 39,5 km², dân số thời điểm 31 tháng 12 năm 2006 là 3861 người.